# An American Prayer
An American Prayer – dziewiąty i ostatni album studyjny amerykańskiego zespołu The Doors, wydany 17 listopada 1978 roku. Album składa się z archiwalnych zapisów poezji zmarłego w 1971 roku lidera i wokalisty zespołu Jima Morrisona, do których pozostali żyjący członkowie The Doors skomponowali muzykę. Album zdobył różne, skrajne oceny – producent poprzednich albumów grupy, Paul A. Rothchild, nazwał An American Prayer "gwałtem na Jimie Morrisonie".

## Spis utworów
1. "Awake" – 0:36
2. "Ghost Song" – 2:50
3. "Dawn's Highway/Newborn Awakening" – 3:48
4. "To Come of Age" – 1:02
5. "Black Polished Chrome/Latino Chrome" – 3:22
6. "Angels and Sailors/Stoned Immaculate" – 4:20
7. "The Movie" – 1:36
8. "Curses, Invocations" – 1:58
9. "American Night" – 0:29
10. "Roadhouse Blues" – 6:59
11. "Lament" – 2:19
12. "The Hitchhiker" – 2:16
13. "An American Prayer" – 6:53
  - "The End"
  - "Albinoni: Adagio"

Zremasterowane wydanie z 1995
1. "Awake" – 0:35
2. "Ghost Song" – 2:50
3. "Dawn's Highway" – 1:21
4. "Newborn Awakening" – 2:26
5. "To Come of Age" – 1:01
6. "Black Polished Chrome" – 1:07
7. "Latino Chrome" – 2:14
8. "Angels and Sailors" – 2:46
9. "Stoned Immaculate" – 1:33
10. "The Movie" – 1:35
11. "Curses, Invocations" – 1:57
12. "American Night" – 0:28
13. "Roadhouse Blues" – 5:53
14. "The World on Fire" – 1:06
15. "Lament" – 2:18
16. "The Hitchhiker" – 2:15
17. "An American Prayer" – 3:04
18. "Hour for Magic" – 1:17
19. "Freedom Exists" – 0:20
20. "A Feast of Friends" – 2:10
21. "Babylon Fading" – 1:40
22. "Bird of Prey" – 1:03
23. "The Ghost Song" – 5:19